# Knodus chapadae
Knodus chapadae är en fiskart som först beskrevs av Fowler, 1906.  Knodus chapadae ingår i släktet Knodus och familjen Characidae. Inga underarter finns listade i Catalogue of Life.